# Georgetown (Washington, D.C.)
Pour les articles homonymes, voir Georgetown.
Georgetown est un quartier de Washington, la capitale fédérale des États-Unis, et une ancienne ville. Situé au nord-ouest du quadrilatère que forme le district de Columbia, il est compris entre le Potomac et la Rock Creek. Massachusetts Avenue, Whitehaven Street, Reservoir Road et la 41e Rue Ouest sont les limites officieuses souvent présentées dans les guides.

## Histoire

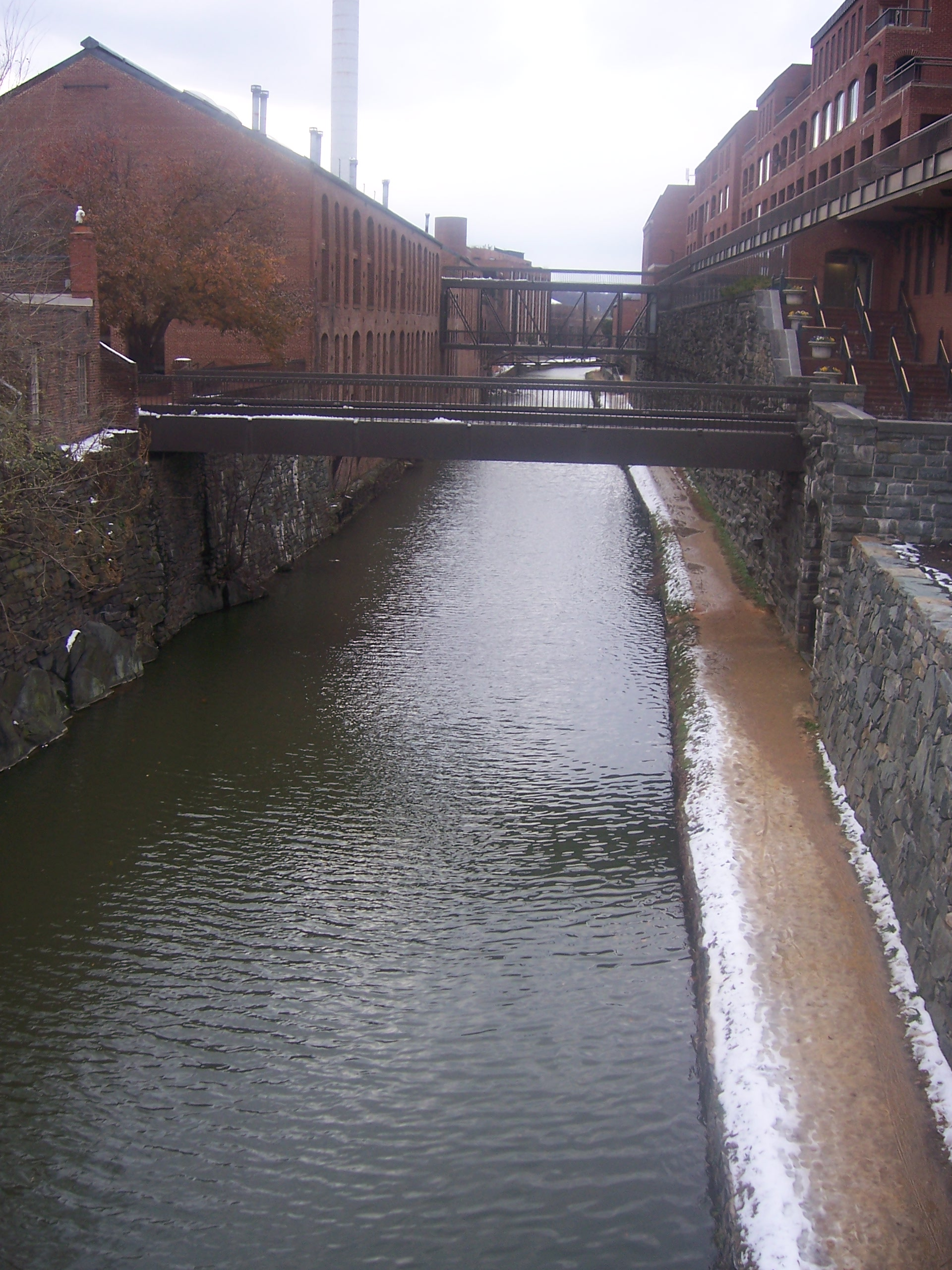
Le Chesapeake and Ohio Canal construit dans les années 1820.

L'histoire de Georgetown remonte à la première moitié du XVIIIe siècle. Des Écossais vinrent peupler le lieu au milieu du siècle. La ville est officiellement fondée en 1751 dans le comté de Frederick dans le Maryland (plus tard rattaché au comté de Montgomery) par George Beall et George Gordon sous le nom de Town of George. George étant à la fois le prénom des deux fondateurs et le nom du roi d'Angleterre de l'époque, George II d'Angleterre, il subsiste un doute sur l'origine du nom de la ville.
Située à la limite navigable du Potomac pour des navires venant de l'océan, la ville prospère rapidement grâce à son port, lieu d'échange et de commerce du tabac ainsi que des moulins pour obtenir de la farine. En 1776, elle est l'une des principales villes du Maryland. Après la guerre d'indépendance américaine, Georgetown devint une ville autonome au sein du district fédéral de Columbia, nouvellement créé, district qui encadrait la ville d'Alexandria, ainsi que la nouvelle cité de Washington. Georgetown est donc antérieure à sa voisine dont la construction débute au début des années 1790, après la publication des plans de L'Enfant, ainsi que des frères Andrew et Joseph Ellicott (1791 et 1792). On pose en effet la première pierre de ce qui deviendra la Maison-Blanche en 1792.

Administrativement, Georgetown se trouve alors aux côtés de Washington au sein de l'un des deux comtés créés au sein du district de Columbia : le comté de Washington (dont les limites correspondent aux limites du district fédéral actuel). L'autre comté, celui d'Alexandria est formé aujourd'hui par la ville d'Alexandria et l'actuel Comté d'Arlington, rétrocédé depuis à la Virginie. Elle était alors officiellement connue sous le nom de "Georgetown, D.C.", pour la distinguer des autres villes nommées Georgetown aux États-Unis.
En 1862, la Washington and Georgetown Railroad Company démarra une ligne de trolley à chevaux le long de M Street (en) à Georgetown et Pennsylvania Avenue à Washington, commençant ainsi l'intégration des deux villes. Georgetown ne fut pas formellement annexée à la ville de Washington avant 1871, et en resta nominalement séparée jusqu'en 1895. Les rues de Georgetown furent alors renommées pour ne pas les confondre avec les rues homonymes de Washington.
Depuis, Georgetown fait partie de l'histoire de Washington. On construisit pour développer la nouvelle ville le Chesapeake and Ohio Canal dans les années 1820, qui, débutant à la Rock Creek, passait à Georgetown. Une inondation en 1890 mais surtout, au milieu du XIXe siècle, la concurrence du rail eurent raison de l'exploitation du canal qui est devenu aujourd'hui, un lieu d'agrément, le Chesapeake and Ohio Canal National Historical Park (en).

## Architecture et vie culturelle

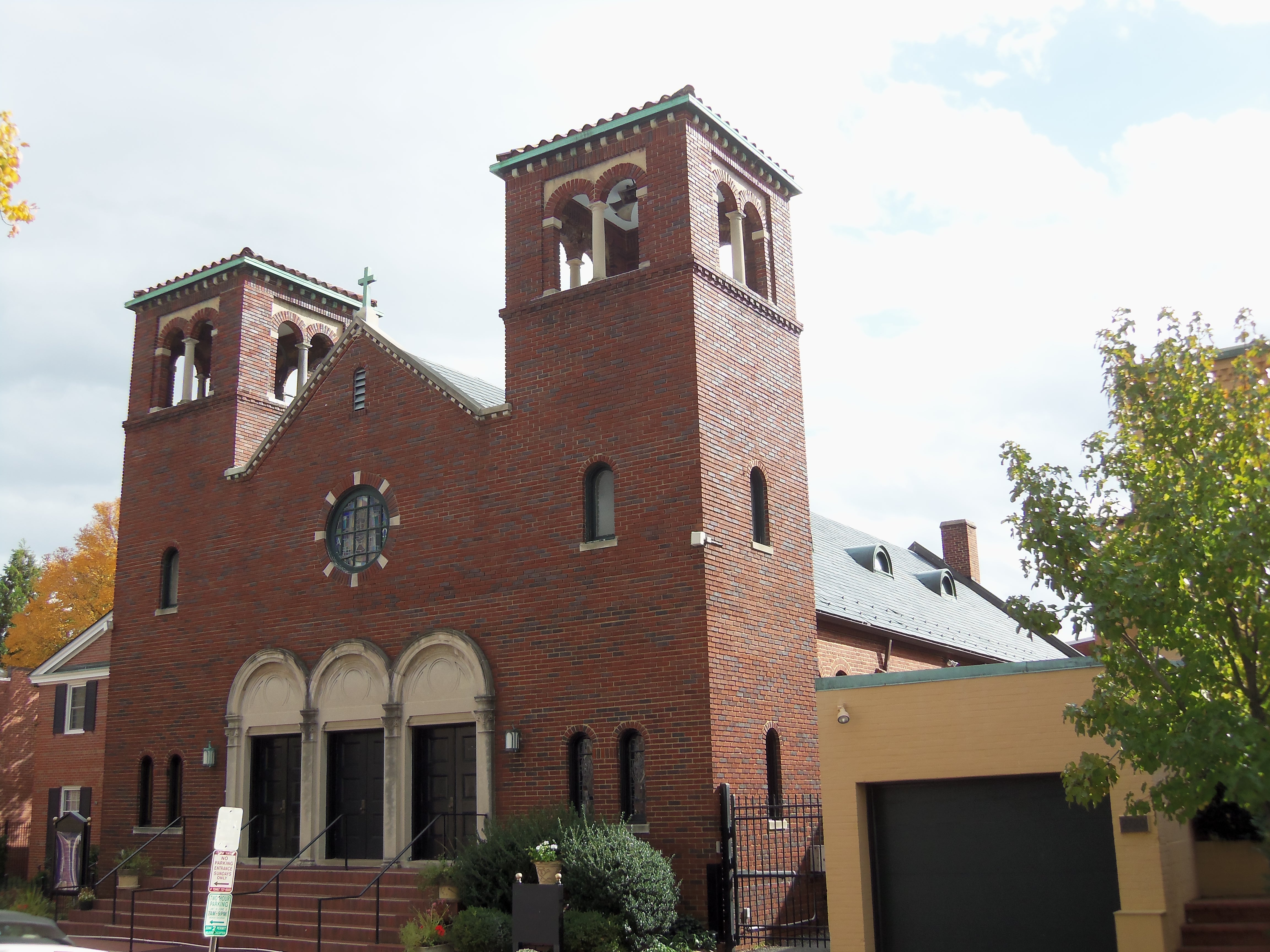
Église de l'Épiphanie, siège de la paroisse Saint-Louis-de-France de Washington.

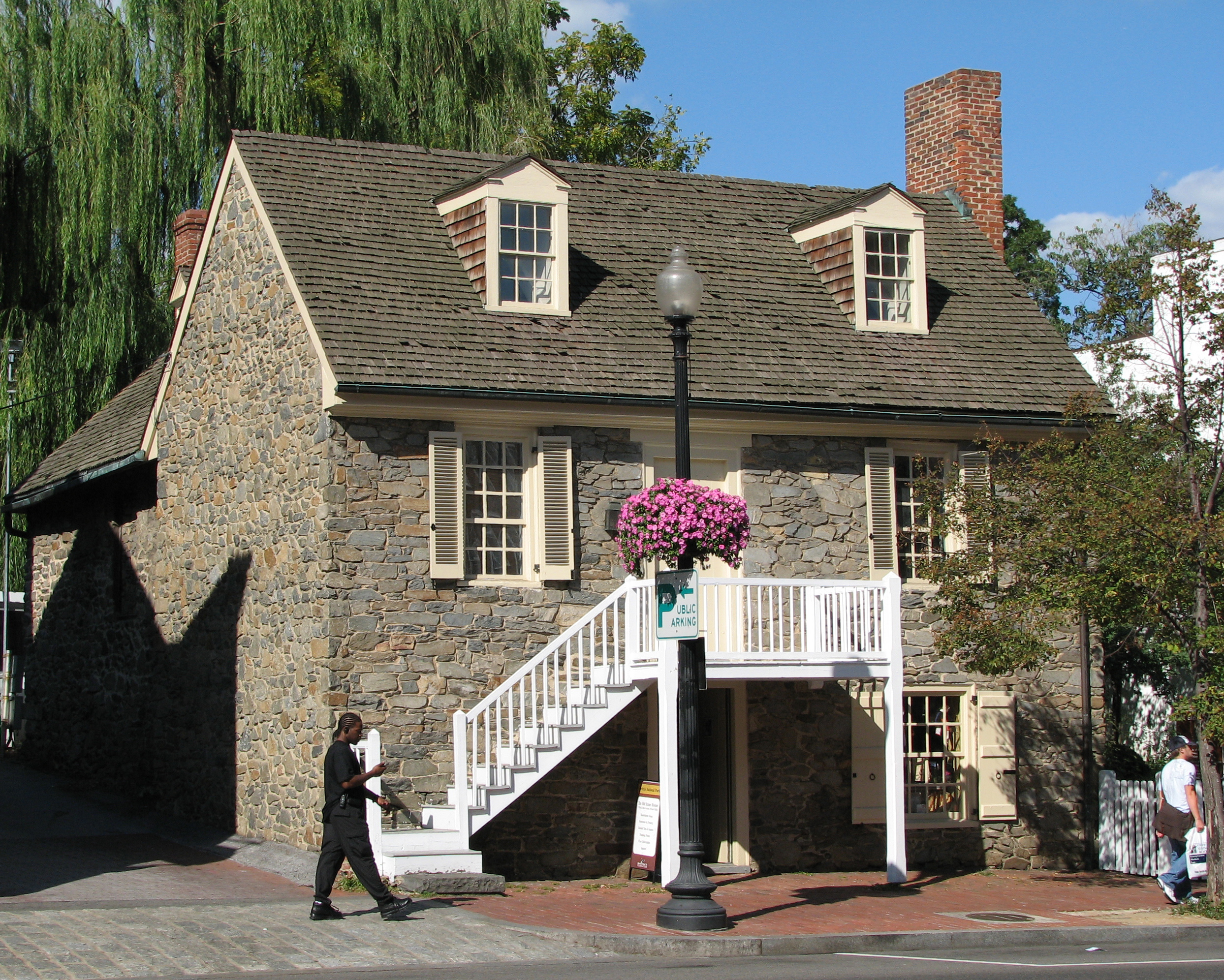
La Old Stone House

Le quartier de Georgetown est connu pour posséder de nombreuses maisons de style (Dumbarton House, Tudor Place, habité pour la première fois par la petite-fille de George Washington), une université renommée, fondée en 1789, l'Université de Georgetown et un musée issu d'un domaine privé, Dumbarton Oaks.
À cet endroit, une maison de style fédéral fut construite en 1801, rachetée et aménagée en 1920 par Robert (en) et Mildred Bliss (en). Un jardin fut conçu par l'architecte paysagiste Beatrix Farrand, une amie du couple. Les Bliss collectionnaient les objets byzantins.
Robert Bliss céda en 1962 à l'université Howard qui possède maintenant la maison, une collection d'art précolombien. Enfin, Philip Johnson conçut un nouvel ensemble autour d'un jardin circulaire.
Le quartier est aussi connu pour des rangées d'immeubles soignés qu'on appelle des rows. Certains sont plus étroits et colorés que d'autres, d'autres ont une allure aristocratique. Les ouvertures sont particulièrement soignées (escaliers, pilastres, petit toit suspendu ou porche avec colonnes). N Street abrite certains de ces rows (Weatley Row aux 3041-3045 aux escaliers abrupts, Smith Row aux 3255-3263, au style fédéral).
John F. Kennedy a vécu à Georgetown dans les années 1950 en tant que représentant et sénateur. Kennedy a demandé Jackie en mariage à la Martin’s Tavern en 1953. Il s’est rendu à son investiture présidentielle depuis sa maison de ville au 3307 N Street en janvier 1961.
Sur M street, on trouve la construction la plus ancienne encore existante de la ville de Washington, Old stone house (en) (1765), entretenue par le National Park Service.
Georgetown est réputé pour être le quartier culturel et branché du district. Les prix des maisons et loyers y sont devenus très chers. De nombreuses personnalités du monde politique ou des médias y résident.
M street et Wisconsin Avenue (en) sont les rues le plus commerçantes et animées.
Georgetown abrite plusieurs ambassades dont l'ambassade de France.

## Culture populaire

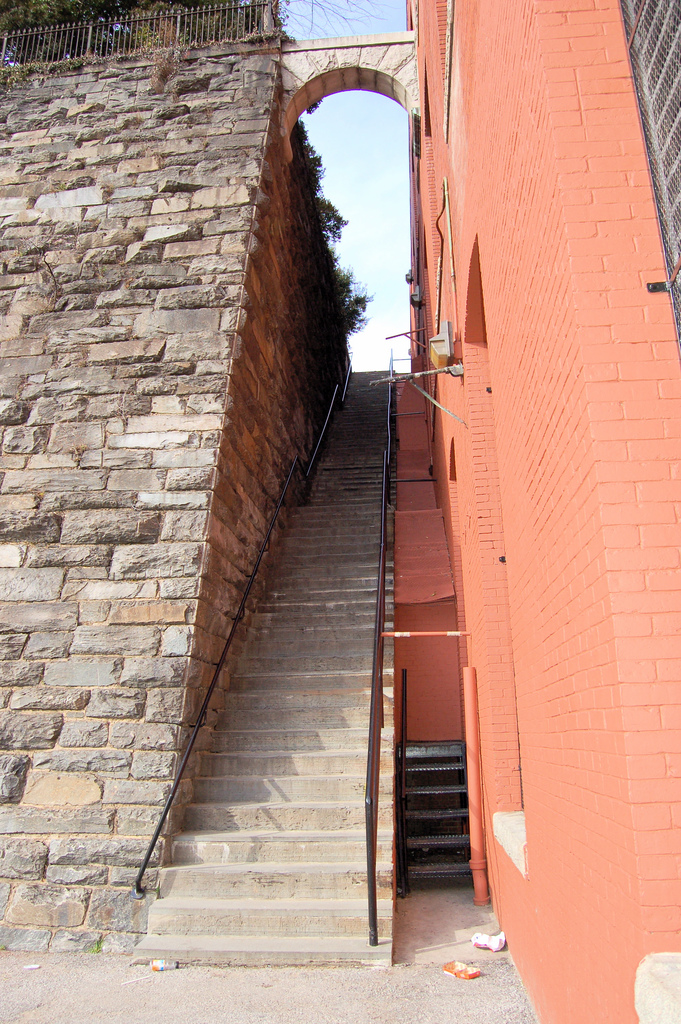
Photographie des Exorcist steps

Plusieurs films ont Georgetown comme décor. Parmi eux, on peut citer L'Exorciste, sorti en 1973, qui se déroule et est partiellement tourné à Georgetown. Dans le film, la scène finale de l'exorcisme de la fillette se termine dans le célèbre escalier. Regan, la jeune fille possédée par le démon Pazuzu fait se jeter par la fenêtre de sa chambre le prêtre Karras qui a attrapé le démon de Regan en lui dans l'escalier de 75 marches de la 36th Street, reliant Prospect Street à M Street. Ces escaliers célèbres sont désormais connus sous le nom d’Exorcist steps.